# Yei, Nam Sudan
Yei là một thành phố ở bang Trung Equatoria, Nam Sudan.

## Địa lý
Thành phố Yei nằm ở bang Trung Equatoria của Nam Sudan, gần biên giới quốc tế với Cộng hòa Dân chủ Congo và Cộng hòa Uganda. Nó cách thủ đô Juba khoảng 170 km (110 mi) về phía tây nam.

## Nhân khẩu
Dưới đây là dân số của Yei qua các năm:
| 1983   | 2006   | 2010   | 2011    | 2014    |
| ------ | ------ | ------ | ------- | ------- |
| 23.400 | 60.000 | 86.000 | 185.000 | 260.720 |

Yei là nơi sinh sống của nhiều dân tộc bao gồm Kakwa, Bari, Pojolu, Baka, Mundu và Avukaya.

## Kinh tế
Lượng mưa ở khu vực xung quanh Yei cho phép trồng cây lương thực và hoa màu cũng như chăn nuôi gia súc. Cà phê và sắn là một số loài cây được trồng ở địa phương. Bốn ngân hàng thương mại duy trì các chi nhánh tại thành phố: Ngân hàng Cổ phần Hữu hạn Nam Sudan, Ngân hàng Ivory, Ngân hàng Thương mại Kenya và Ngân hàng Thương mại Eden.

## Giao thông
Tuyến đường bộ giữa Yei và Kaya đã được tu bổ. Dự án được tài trợ bởi Chương trình Nhân cư Liên Hợp Quốc và Chương trình Lương thực Thế giới. Thành phố cũng có một sân bay.

## Giáo dục
Thành phố có các cơ sở giáo dục như Trường Đại học Cơ khí và Nông nghiệp Yei và Trường Trung học Phổ thông Yei Day.